# Berchemia loureiriana
Berchemia loureiriana är en brakvedsväxtart som beskrevs av Lec.. Berchemia loureiriana ingår i släktet Berchemia och familjen brakvedsväxter. Inga underarter finns listade i Catalogue of Life.